# 郁沃会
郁沃会（いくよくかい）は第125代天皇明仁（当時皇太子）が昭和24年（1949年、いくよく年）に学習院高等科1年だったクラスメートの会。

## 概要
皇太子明仁親王夫妻が結婚した直後に発足しており、同級生とその家族がメンバーになっている。メンバーは40組足らずだが、そのカップル80人には兄弟姉妹がいて、第125代天皇一家の子らと同世代の子供がいるし、兄弟達を通じてその輪は無限に広がっている。郁沃会は「気心の知れた友人ばかりで、家族的」と会員は言う。
第125代天皇の学習院高等科時代の同期生でつくったテニス仲間の集まりでもある。郁沃会という名称は、メンバーの一人徳川義宣が高等科入学年1949年をもじってつけたことに由来する。
その頃学習院の中等科と高等科は1学年が3クラスで、一クラスが30数人だったから、同期生といっても全部で100人にも満たない。そのなかで、第125代天皇を含めて、テニスを楽しむ仲間20人が郁沃会のメンバーである。メンバーの大久保忠恒（上智大学教授）は「もともと私たち同級生が皇太子殿下に『東宮御所でテニスをやらせてください』とお願いしたことから始まった会で、なんとなく集まりだしたんです。テニスは1年に2 - 3回、テニスができる妻子同伴でやっています」と語る
郁沃会のメンバーの娘のうち数人は浩宮徳仁親王の妃候補として報道された。渋沢肇子、明石牧子、草刈智子、小林詔子、坂本敦子、堤朋子、尾関圭子など。